# ASVEL Lyon-Villeurbanne 2024-2025
Questa voce raccoglie le informazioni riguardanti l'ASVEL Lyon-Villeurbanne nelle competizioni ufficiali della stagione 2024-2025.

## Stagione
La stagione 2024-2025 dell'ASVEL Lyon-Villeurbanne è la 77ª nel massimo campionato francese di pallacanestro, la Pro A.

## Roster
Aggiornato al 18 settembre 2024.
| LDLC ASVEL 2024-25 | LDLC ASVEL 2024-25 |
| Giocatori          | Staff tecnico      |
| ------------------ | ------------------ |

| N. | Naz.                                         | Ruolo | Nome               | Anno | Alt.   | Peso   |  |
| -- | -------------------------------------------- | ----- | ------------------ | ---- | ------ | ------ |  |
| 1  | Stati Uniti (bandiera)                       | PG    | Shaquille Harrison | 1993 | 193 cm | 87 kg  |  |
| 2  | Stati Uniti (bandiera)                       | A     | Admiral Schofield  | 1991 | 196 cm | 109 kg |  |
| 3  | Stati Uniti (bandiera) · Camerun (bandiera)  | P     | Paris Lee          | 1995 | 183 cm | 84 kg  |  |
| 5  | RD del Congo (bandiera) · Francia (bandiera) | A     | Charles Kahudi (C) | 1986 | 199 cm | 100 kg |  |
| 6  | Francia (bandiera)                           | P     | Théo Maledon       | 2001 | 193 cm | 79 kg  |  |
| 7  | Francia (bandiera)                           | C     | Joffrey Lauvergne  | 1991 | 210 cm | 118 kg |  |
| 8  | Francia (bandiera)                           | AP    | Melvin Ajinça      | 1995 | 202 cm | 97 kg  |  |
| 11 | Francia (bandiera)                           | G     | Edwin Jackson      | 1989 | 190 cm | 91 kg  |  |
| 12 | Francia (bandiera)                           | P     | Nando de Colo      | 1987 | 196 cm | 91 kg  |  |
| 13 | Francia (bandiera)                           | C     | Neal Sako          | 1998 | 211 cm | 102 kg |  |
| 21 | Stati Uniti (bandiera)                       | A     | André Roberson     | 1991 | 201 cm | 95 kg  |  |
| 23 | Stati Uniti (bandiera)                       | AP    | David Lighty       | 1988 | 198 cm | 99 kg  |  |
| 24 | Senegal (bandiera) · Francia (bandiera)      | AG    | Mbaye Ndiaye       | 1999 | 203 cm | 92 kg  |  |
| 28 | Stati Uniti (bandiera)                       | C     | Tarik Black        | 1991 | 206 cm | 118 kg |  |
| 50 | Ghana (bandiera)                             | AC    | Ben Bentil         | 1995 | 206 cm | 107 kg |  |

| Allenatore                                                                                    |
| - Pierric Poupet                                                                              |
| Assistente/i                                                                                  |
| - Edoardo Casalone - Joseph Gomis Legenda - (C) Capitano - (IN) Inattivo - Infortunato Roster |

## Mercato

### Sessione estiva
| Acquisti | Acquisti           | Acquisti          | Acquisti      | Acquisti |
| R.       | Nome               | da                | Modalità      |          |
| -------- | ------------------ | ----------------- | ------------- | -------- |
| P        | Théo Maledon       | S. Falls Skyforce | svincolato    |          |
| PG       | Shaquille Harrison | South Bay Lakers  | svincolato    |          |
| AP       | Melvin Ajinça      | Saint-Quentin     | svincolato    |          |
| A        | Admiral Schofield  | Orlando Magic     | svincolato    |          |
| AG       | Zaccharie Risacher | Bourg-en-Bresse   | fine prestito |          |
| C        | Tarik Black        | Pall. Reggiana    | svincolato    |          |
| C        | Neal Sako          | Cholet            | svincolato    |          |

| Cessioni | Cessioni                | Cessioni         | Cessioni       | Cessioni |
| R.       | Nome                    | a                | Modalità       |          |
| -------- | ----------------------- | ---------------- | -------------- | -------- |
| P        | Noam Yaacov             | Hapoel Tel Aviv  | prestito       |          |
| AP       | Timothé Luwawu-Cabarrot | Saski Baskonia   | fine contratto |          |
| A        | Deshaun Thomas          | Free agent       | fine contratto |          |
| AG       | Zaccharie Risacher      | Atlanta Hawks    | fine contratto |          |
| AG       | Mike Scott              | Gig. de Carolina | fine contratto |          |
| AG       | François Wibaut         | Rouen            | fine contratto |          |
| C        | Youssoupha Fall         | Barcellona       | fine contratto |          |

### Dopo l'inizio della stagione
| Acquisti | Acquisti       | Acquisti      | Acquisti        | Acquisti   |
| R.       | Nome           | da            | Data            | Modalità   |
| -------- | -------------- | ------------- | --------------- | ---------- |
| A        | André Roberson | Cholet        | 8 novembre 2024 | svincolato |
| AC       | Ben Bentil     | Napoli Basket | 21 gennaio 2025 | svincolato |

| Cessioni | Cessioni          | Cessioni   | Cessioni         | Cessioni    |
| R.       | Nome              | a          | Data             | Modalità    |
| -------- | ----------------- | ---------- | ---------------- | ----------- |
| A        | Admiral Schofield | Free agent | 27 novembre 2024 | rescissione |